# Soldiers of Fortune (film)
Pour les articles homonymes, voir Soldier of Fortune.
Pour plus de détails, voir Fiche technique et Distribution.
Soldiers of Fortune est un film d'action américain réalisé par Maksim Korostyshevsky (de), sorti directement en vidéo en 2012.

## Synopsis
Un ancien soldat de l'armée américaine est engagé pour diriger une mission commando fictive financée par d'influents milliardaires en quête de sensations fortes. Ils ignorent que ce programme est en fait une couverture afin d'acheminer des armes aux rebelles d'une île tombée sous la coupe d'un dictateur assoiffé de sang.

## Fiche technique
- Titre français : Soldiers of Fortune
- Titre original : Soldiers of Fortune
- Réalisation : Maksim Korostyshevsky (de)
- Scénario : Robert Crombie
- Musique : Joseph LoDuca
- Photographie : Maria Solovieva
- Montage : Igor Litoninskiy & Jason Yanuzzi
- Producteur : Robert Crombie, Jeff Most (en) & Natalya Smirnova
- Société de production et de distribution : Most Films
- Pays de production :  États-Unis
- Langue : Anglais
- Format : Couleur - Dolby Digital - DTS - 35 mm - 1.85:1
- Genre : Film d'action
- Durée : 90 minutes
- Public : Interdit aux moins de 12 ans

## Distribution
- Christian Slater  (VF : Damien Boisseau)  : Craig Mackenzie
- Sean Bean  (VF : Bernard Gabay)  : Roman St John
- Ving Rhames  (VF : Saïd Amadis)  : Grimaud Tourneur
- Dominic Monaghan  (VF : Vincent Ropion)  : Tommy Sin
- James Cromwell  (VF : Michel Ruhl)  : Samuel Haussman
- Charlie Bewley : Charles H. Vanderbeer
- Colm Meaney  (VF : Philippe Catoire)  : Mason
- Oksana Korostyshevskaya  (VF : Juliette Degenne)  : Cecilia
- Freddy Rodríguez : Mike Reed
- Gennadi Vengerov  (VF : Patrick Raynal)  : Colonel Lupo
- Sarah Ann Schultz : Magda
- Ryan Donowho : Ernesto